# Stephan Grohs
Stephan Grohs (um 1976) ist ein deutscher Politik- und Verwaltungswissenschaftler.

## Leben
Von 1996 bis 2003 studierte er Sozialwissenschaften an der Humboldt-Universität zu Berlin (2004: Abschluss Diplom-Sozialwissenschaftler). Von 2004 bis 2006 war er wissenschaftlicher Angestellter im Fachbereich Politik- und Verwaltungswissenschaften der Universität Konstanz, Lehrstuhl für Verwaltungswissenschaft mit dem Schwerpunkt Public Sector Reform (Jörg Bogumil). 2006 hatte er einen Lehrauftrag im Fachbereich Politik- und Verwaltungswissenschaften in Konstanz. Von 2007 bis 2009 war er wissenschaftlicher Mitarbeiter an der Ruhr-Universität Bochum, Lehrstuhl für Öffentliche Verwaltung, Stadt- und Regionalpolitik (Jörg Bogumil). Nach der Promotion 2009 zum Dr. rer. soc. in Bochum vertrat er von 2009 bis 2010 die W3-Professur für Verwaltungswissenschaft im Fachbereich Politik- und Verwaltungswissenschaften der Universität Konstanz. Seit 2010 war er wissenschaftlicher Assistent (seit 2011 Akademischer Rat) am Lehrstuhl für Vergleichende Policy-Forschung und Verwaltungswissenschaft, Fachbereich für Politik und Verwaltungswissenschaft der Universität Konstanz (Christoph Knill). 2013 vertrat er die W3-Professur für Vergleichende Verwaltungswissenschaft, insbesondere Verwaltung in Europa an der Deutschen Universität für Verwaltungswissenschaften Speyer. 2015 vertrat er die W3-Professur für Vergleichende Policy-Forschung und Verwaltungswissenschaft an der Universität Konstanz. 2015 vertrat er die W3-Professur für Politikwissenschaft an der Deutschen Universität für Verwaltungswissenschaften Speyer. 
Grohs hat seit 2015 den Lehrstuhl für Politikwissenschaft an der Deutschen Universität für Verwaltungswissenschaften Speyer inne.

## Schriften (Auswahl)
- mit Jörg Bogumil, Sabine Kuhlmann und Anna K. Ohm: Zehn Jahre Neues Steuerungsmodell. Eine Bilanz kommunaler Verwaltungsmodernisierung . Berlin 2008, ISBN 978-3-89404-779-5.
- Modernisierung kommunaler Sozialpolitik. Anpassungsstrategien im Wohlfahrtskorporatismus. VS Verlag, Wiesbaden 2010, ISBN 978-3-531-17098-5 (zugleich Dissertation  Universität  Bochum 2009).
- mit Katrin Schneiders und Rolf G. Heinz: Mission Wohlfahrtsmarkt. Institutionelle Rahmenbedingungen, Strukturen und Verbreitung von Social Entrepreneurship in Deutschland. Nomos,  Baden-Baden 2014, ISBN 3-8329-7874-7.
- mit Renate Reiter: Kommunale Sozialpolitik. Handlungsoptionen bei engen Spielräumen. Expertise. Bonn 2014, ISBN 978-3-86498-977-3.